# Nestor Carbonell
Nestor Gastón Carbonell (Nueva York, 1 de diciembre de 1967) es un actor estadounidense, conocido por interpretar a Richard Alpert en la serie Lost y al sheriff Romero en Bates Motel.

## Biografía

### Sus comienzos
Nacido en Nueva York de padres cubanos con ascendencia española por lado de su padre: Carbonell (Cataluña) y Cortina (Asturias), y del lado de su madre: Ramírez de Arellano (Navarra) y Cárdenas (Jaén). Carbonell se mudó junto a su familia a Caracas, Venezuela, donde asistió a The British School Caracas. Luego, volvió a los Estados Unidos y tomó clases en la academia Deerfield y en la Universidad Harvard a finales de los años 1980. Su padre es un ejecutivo de negocios, y tiene un rol activo en la comunidad cubana. Carbonell es primo del exjugador profesional de béisbol Rafael Palmeiro.

### Carrera como actor
Carbonell tuvo papeles recurrentes en Resurrection Blvd., The Tick (como Batmanuel), Strong Medicine,  Kim Possible (como la voz de Señor Senior, Jr.) y Cold Case. También fue actor invitado en Scrubs ("My Moment of Un-Truth"), House M.D. ("Cursed"), Day Break y Monk. En el programa Suddenly Susan, interpretó el papel de Luis Rivera por 4 temporadas.
Ha ganado premios como los ALMA Awards de 1999 como mejor actor en una serie de comedia por Suddenly Susan y La Estrella en el Horizon Award  (Premio Presidente) en el Festival Internacional de Fort Lauderdale en 2003. Ha sido nominado a muchos otros galardones en los ALMA y en los premios NCLR. 
Carbonell interepretó a Richard Alpert por siete episodios en la tercera temporada de Lost, y los misterios que rodean a su siempre joven personaje fueron muy discutidos por la comunidad de fanes. Mientras se producían los últimos episodios de la tercera temporada, Carbonell fue elegido para el papel de Richard Alpert hacia el final de la cuarta temporada, como resultado de la cancelación de Cane. Carbonell apareció en los episodios "Cabin Fever" y "There's No Place Like Home". Cuse dijo que esta era una consecuencia positiva no deseada de la huelga de guionistas. Carbonell apareció en nueve episodios de la quinta temporada. Se anunció que sería parte del elenco principal durante la sexta temporada.
En 2006 apareció en la película Smokin' Aces, como el asesino Pasquale Acosta. En 2008, interpretó al alcalde de Gotham, en la película The Dark Knight de Christopher Nolan. Su esposa, Shannon Kenny, estuvo involucrada antes en el proyecto Batman, haciendo la voz de Inque en la serie de TV Batman Beyond.
A partir de 2011 aparece junto a Sarah Michelle Gellar en la nueva serie de la cadena The CW, Ringer, interpretando al agente Victor Machado.
En 2012 aparece en la película Cristiada con el personaje de Mayor Picazo.
En 2013 aparece en la serie de TV Bates Motel con el personaje del sheriff Alex Romero.
En 2019 interpreta a Yanko Flores en la serie de Apple TV+, The Morning Show.

### Vida personal
Nestor y su esposa, Shannon Kenny, se conocieron trabajando en la película Attention Shoppers. A pesar de que sus pestañas se ven más oscuras, como si usara delineador o máscara de pestañas, en entrevistas con Carbonell y con los productores de Lost se ha confirmado que el no lo usa. Sabe hablar español y domina los acentos.